# A is een letter
A is een letter is een woordenboek van Piet Grijs (pseudoniem van Hugo Brandt Corstius) uit 1975.

## Pseudoniem
De uitgave verscheen onder het pseudoniem Piet Grijs. Pas enkele jaren later bedacht de auteur het pseudoniem Battus waaronder zijn verdere publicaties over taal en woorden verschenen. Mogelijk zou dit boekje anders onder de naam Battus zijn verschenen: dit zou opgemaakt kunnen worden uit het feit dat enkele lemma's terugkeren in De Encyclopedie (1978) van Battus.

## Boekontwerp
Het boekje van 55 bladzijden heeft een langwerpig formaat en tekeningen van Jan Marinus Verburg. Deze tekeningen zijn taferelen waarin steeds een letter van het alfabet te zien is, bijvoorbeeld de categorie I wordt verbeeld met een tekening van een spoorbaan, waarbij de doorsnede van een rail te herkennen is als de hoofdletter I.

## Inhoud
In het voorwoord staat de volgende kenschets van de inhoud: 'Woordenboeken zijn te dik. Er staan duizenden woorden in die u wel betaalt maar nooit opzoekt. In dit woordenboek staan duizenden woorden die u allemaal opzoeken.'
De humoristische omschrijving van de woorden zelf is erop gebaseerd dat de lezer de standaardbetekenis al kent. Er wordt gebruikgemaakt van kenmerken zoals het woordbeeld (bijvoorbeeld in antilope) en ook wordt het systeem van doorverwijzen geparodieerd (verliezen).

### Voorbeelden
De aard van het woordenboekje blijkt het duidelijkst aan de hand van enkele voorbeelden:
- antilope, maar ze lopen toch veel
- brum, vreselijke ziekte, gelukkig nooit geconstateerd
- Christus, achternaam van bekend model voor okseldeodorant
- konijn, voornaamste functie: het krijgen van ~en
- luxe, eerste levensbehoefte
- ovaal, moegeworden cirkel
- paradox, zie niet paradox
- verliezen, zoek eens bij vinden
- jojo, voorwerp met hoogte- en laagtevrees
- wachten, je tijd vooruit zijn
- zilver, bewijsstuk dat iemand anders harder liep/zwom/fietste

## Verwant werk
- Ronald Snijders, De alfabetweter (2013)